# 유성고등학교
유성고등학교(儒城高等學校)는 대한민국 대전광역시 유성구 구암동에 위치한 공립 고등학교이다.

## 학교 연혁
- 1974년 12월 27일 : 학교 설립 인가(6학급)
- 1975년 3월 10일 : 개교 및 1학년 입학
- 1984년 3월 1일 : 고입연합고사 추첨 배정
- 2023년 9월 1일 : 제19대 신광일 교장 취임
- 2024년 1월 10일 : 제47회 졸업식(292명 졸업, 총 졸업생 19,896명)
- 2024년 3월 4일 : 제50회 입학식(339명)

## 참고 자료
- 유성고등학교 - 한국교육학술정보원 학교알리미